# 프렌즈사천성
《프렌즈사천성》은 넵튠에서 제작하여 카카오게임에서 2016년 9월 8일 출시한 모바일 사천성 게임이다. 같은 그림의 블록을 서로 짝을 맞춰 없애는 사천성 게임을 카카오프렌즈 캐릭터와 조합한 것이 이 게임의 특징이다. 《프렌즈사천성》은 사전예약 23일만에 예약자 100만명을 돌파했으며, 출시 직후 9월 11일 구글 플레이에서 1위를 하여 흥행에 성공했다는 평가를 받았다.